# Joe Simpson

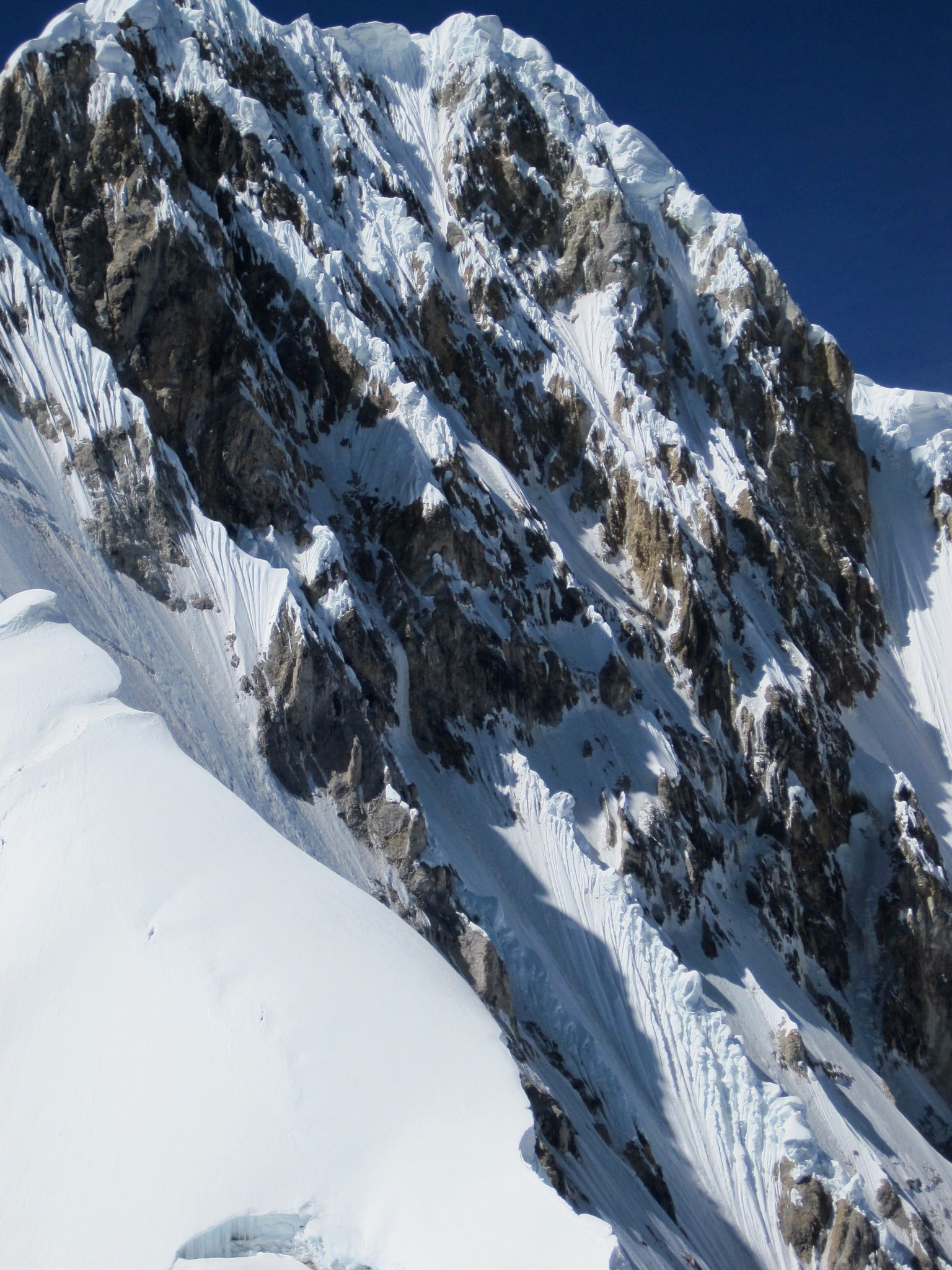
Pohled na západní stěnu hory Siula Grande

Joe Simpson (13. srpna 1960, Kuala Lumpur, Malajsie) je britský horolezec, spisovatel a motivační řečník. Proslavil se autobiografickou knihou Touching the Void (česky Setkání se smrtí), podle které byla v roce 2003 natočena i filmová adaptace.

## Životopis

### Mládí
Joe Simpson se narodil v Kuala Lumpur v Malajsii, kde jeho otec sloužil jako příslušník britské armády. Od osmi let Simpson cestoval mezi školou v Británii a mnoha zeměmi, kde jeho otec zrovna pobýval.
S horolezectvím začal díky učiteli tělocviku na Ampleforth College. Ve čtrnácti letech si přečetl knížku Bílý pavouk od Heinricha Harrera o prvovýstupu na Eiger severní stěnou, který podnikl Anderl Heckmair, Fritz Kasparek a Ludwig Vörg v roce 1938. Navzdory popsaným nebezpečím, které horolezcům hrozí, v něm kniha probudila vášeň pro tento sport.

### Nehoda na Siula Grande
V roce 1985 Simpson a jeho partner Simon Yates provedli prvovýstup na západní stěnu hory Siula Grande (6 344 m n. m.) v Cordillera Huayhuash v peruánských Andách. Během sestupu ale Simpson sklouzl a zlomil si nohu, což se za daných podmínek rovnalo jisté smrti. Přesto se ho Yates pokusil zachránit a postupně ho spouštěl na laně. Simpson však v jedné fázi zůstal bezmocně viset ve volném prostoru pod převisem a Yates, kterému také hrozil pád a neviděl, jaká je dole situace, lano přeřízl. Když pak sestoupil a zjistil, že Simpson se zřítil do hluboké ledové průrvy, po marném volání dospěl k přesvědčení, že jeho společník zahynul. Simpson ale přežil a dokázal se i se zlomenou nohou a dalšími zraněními sám doplazit do tábora, kde Yatese ještě zastihl. 
Po návratu se na Yatese snesla kritika za přeříznutí lana a opuštění společníka. Simpson ho ale vždy obhajoval, že při snaze o jeho záchranu dával všanc vlastní život a v kritickou chvíli nemohl nic jiného dělat. O své zkušenosti napsal knihu Setkání se smrtí (orig. Touching the Void), která dosáhla značné popularity a dočkala se i filmové adaptace (2003, v české distribuci Pád do ticha). V knize jsou zařazeny i pasáže psané Yatesem z jeho pohledu.

### Další život a kariéra
Simpson prodělal řadu komplikovaných operací kvůli zranění, které si na Siula Grande způsobil. Doktoři soudili, že jeho horolezecká kariéra skončila a že po zbytek života bude mít potíže i s obyčejnou chůzí. Po dvou letech rehabilitace se ale Simpson vrátil zpět na hory.
Po vymknutí levého kotníku během lezení s Malem Duffem na hoře Pachermo v Nepálu napsal knihu This Game of Ghosts (nepřeloženo), kde tento zážitek popsal.
Celkem šestkrát se pokusil o zdolání severní stěny Eigeru v letech 2000 až 2003 se svým partnerem Rayem Delaney, všechny pokusy musel vzdát kvůli špatnému počasí. Tato hora ho inspirovala k napsání knihy Vzývající ticho, podle které později v roce 2007 vznikl hraný dokument Channelu 4. Kniha byla oceněna cenou National Outdoor Book Award.